# テモテへの手紙二
『テモテへの手紙二』（テモテへのてがみ に）は、新約聖書中の一書で、牧会書簡と呼ばれるものの一つ。伝統的に使徒パウロの手によるものとされてきた。
聖書学者尾山令仁は、これがAD67年頃パウロによってエフェソス（エフェソ、エペソ）で書かれたと考えている。

## 内容
手紙の冒頭で差出人はパウロ、宛名はテモテとなっている。
本文中でパウロはテモテに対し、冬になる前にマルコとともに自分を助けに来てくれるよう求めている。自らが「世を去る時が近づきました」（4:6）と考えているパウロは「愛する子テモテ」（1:2）に対して熱意と不動の信仰によって誤った教えに立ち向かうよう求めている。そのために必要なことは過去に受けた教えに立ち戻ること、迫害の下での忍耐、信仰上のつとめを果たすこと、裁きのときに備えることなどが述べられている。